# Arquitectura de Georgia

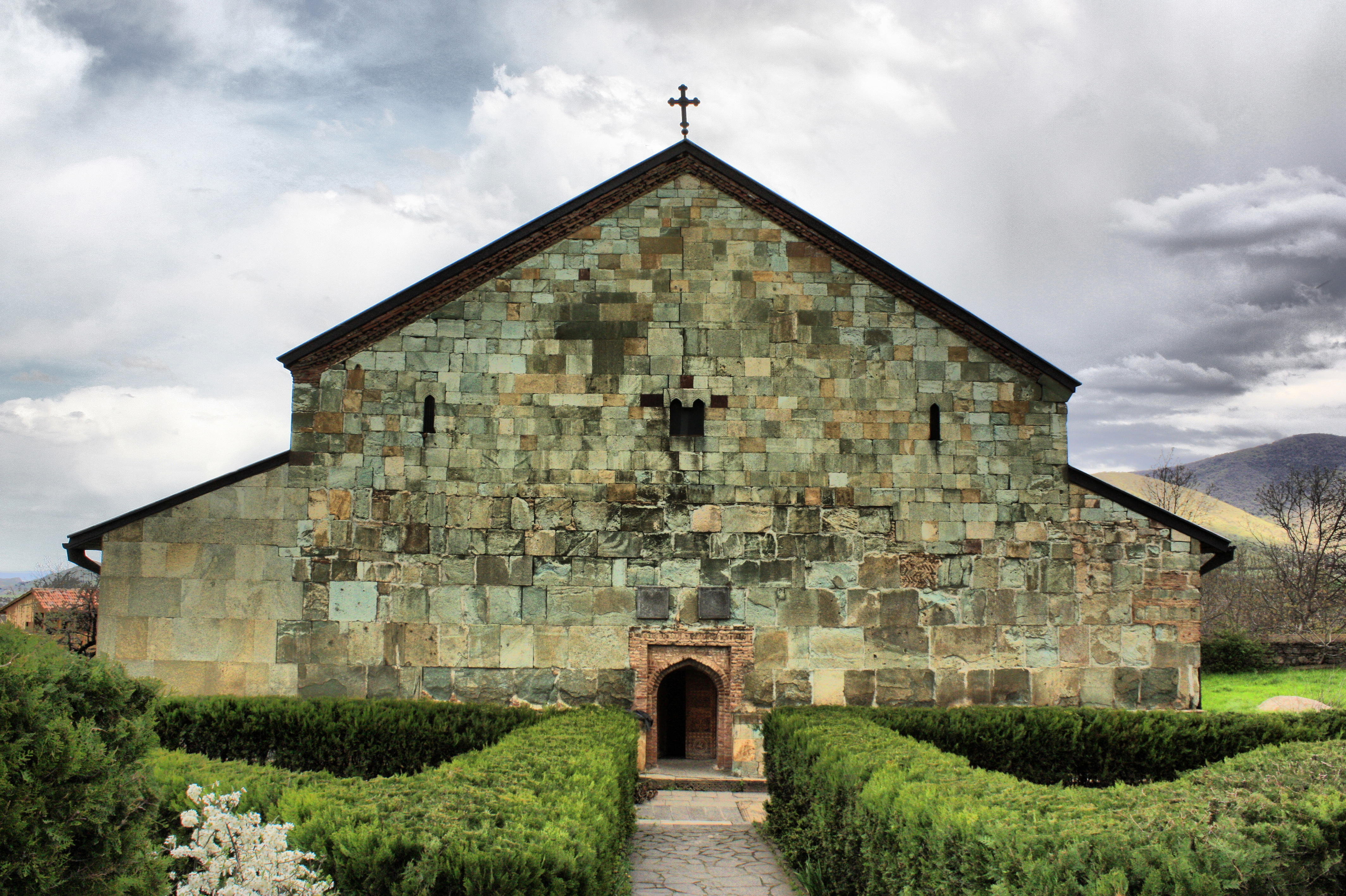
Bolnisi Sioni, la más antigua iglesia de Georgia todavía en pie, finales -principios.

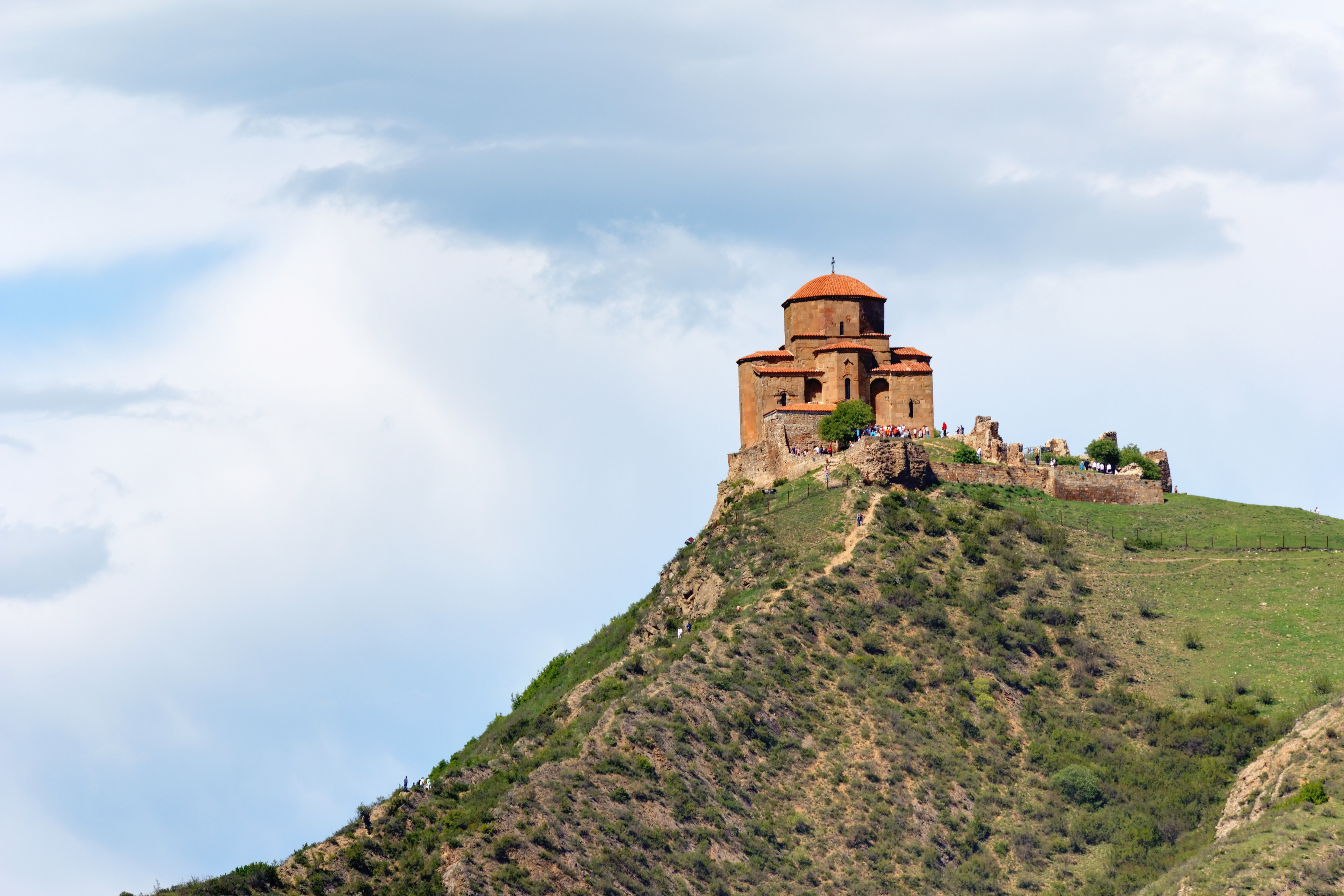
Iglesia del Monasterio de Jvari.

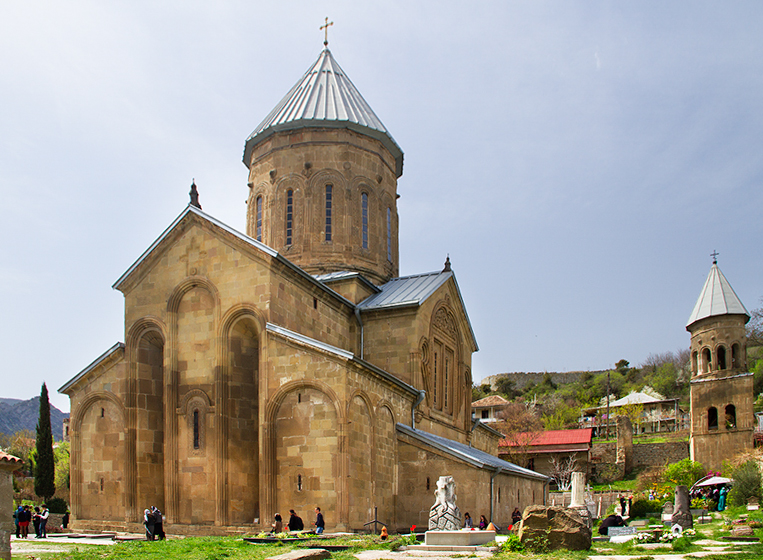
Iglesia de la Transfiguración en el complejo conventual de Samtavro.

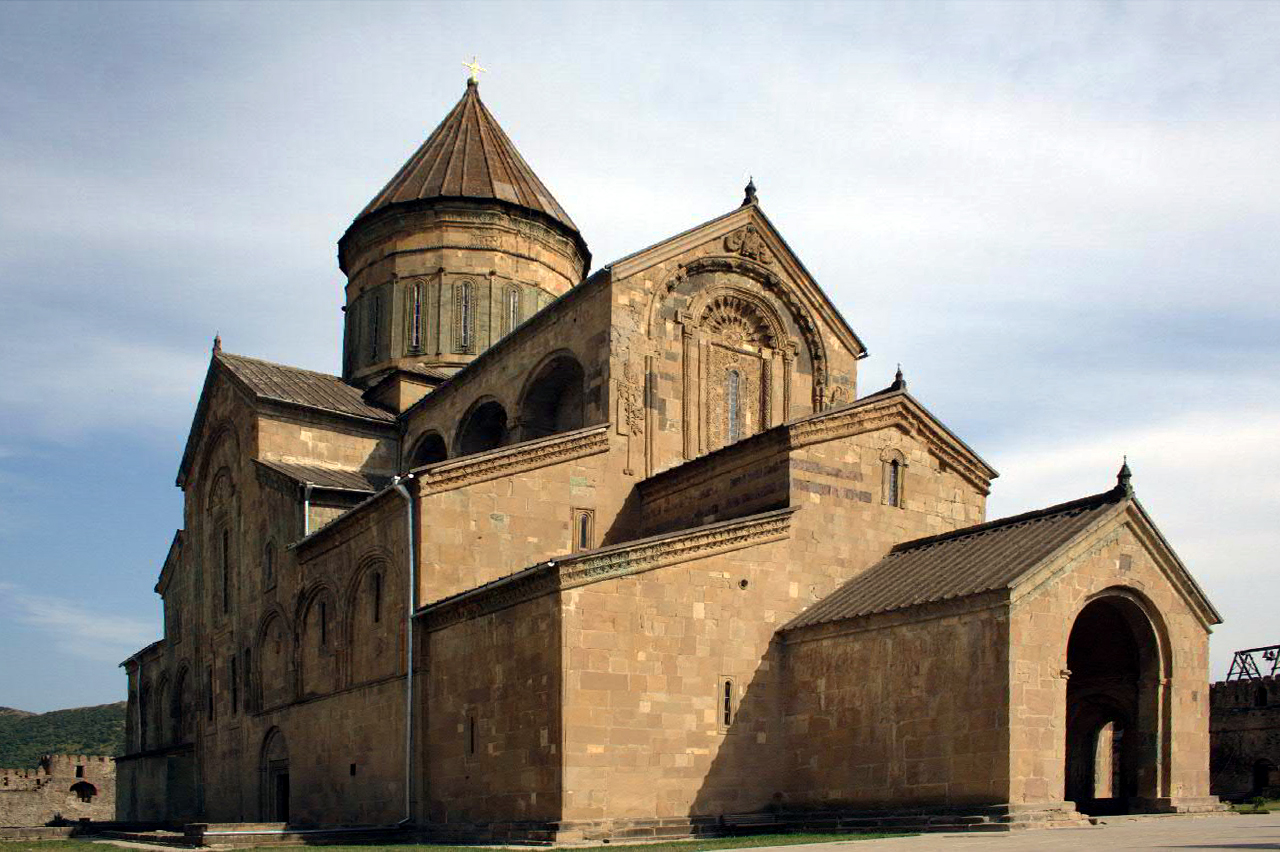
Catedral de Svetitsjoveli en Mtsjeta.

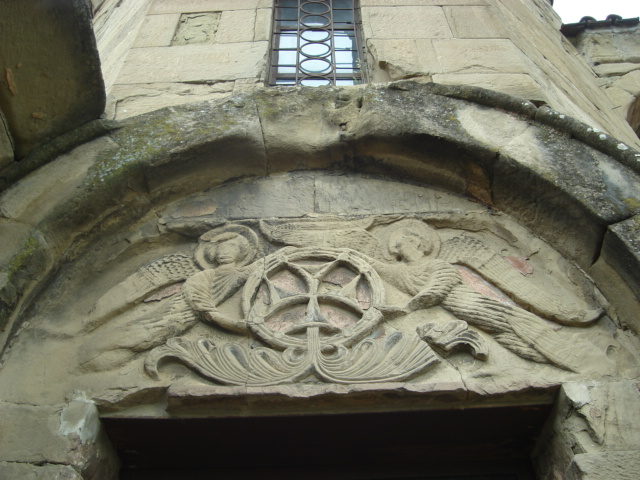
Ascensión de la Cruz, bajorrelieve del monasterio de Jvari.

La arquitectura de Georgia es el término utilizado para referirse a los estilos de la arquitectura que se encuentra en Georgia.

## Originalidad
La arquitectura georgiana ha estado muy unida a la armenia por haber sido el segundo país, después de Armenia en abrazar el cristianismo como religión oficial del reino en el siglo IV.
Debido a este posicionamiento y su situación geográfica, la arquitectura de los dos países fusionaría elementos cristianos con las formas asiáticas y jugaría un papel importante en la arquitectura bizantina posterior a Justiniano y en la Edad Media occidental.
De esta manera, surgirían las características iglesias cristianas medievales de piedra que han sobrevivido mejor que otros edificios construidos con otros materiales perecederos. Las iglesias más antiguas eran del tipo basilical, herencia de la basílica romana. Durante los siglos VI y VII hubo gran actividad constructora de iglesias, frecuentemente divididas en tres naves paralelas como la iglesia de Avan (siglo VI) o con nave única.
Destacan las basílicas "alveoladas" de Bolnisi (Bolnisi Sioni, de principios del siglo VI), de tres naves, que está considerada la más antigua iglesia de Georgia todavía en pie y la de Uplistsije, de tres naves, del siglo IX.
Ya desde el siglo VI, aparecen techos abovedados de piedra en lugar de madera y se va transformando a la típica combinación de una cúpula cónica sobre un tambor que cae centrada sobre una planta rectangular, cuadrada, en forma de cruz o en forma de trébol de cuatro hojas (conocido como tetraconcha). Este estilo desarrollado en Georgia en el siglo IX se conoce como "Estilo georgiano de cruz inscrita". En algunas iglesias, como en la de Jvari, el espacio interior es cuatriconcha pero el exterior es cuadrado, añadiendo salas en las esquinas. En el siglo VII aparecen los nichos absidales en las iglesias.
Una característica de la arquitectura georgiana, que también tiene la armenia, sobre la bizantina, por ejemplo, es la decoración exterior de sus iglesias, tallado de la piedra con bandas de entrelazos o follaje y representando personajes locales o bíblicos, o formas animales y vegetales.
Otra característica distintiva de la arquitectura eclesiástica georgiana, que se debe a la importancia del individualismo en la cultura georgiana, es la asignación del espacio dentro de las iglesias. 
La arquitectura eclesiástica de Georgia también puede encontrarse en el extranjero: en Bulgaria, el Monasterio de Bachkovo construido en 1083 por el general georgiano, Grigori Bakuriani, en Grecia, el Monasterio de Iviron construido en el siglo X por los georgianos y en Jerusalén, el Monasterio de la Cruz, construido en el siglo IX.
Estos diseños arquitectónicos fueron establecidos antes de la invasión árabe del siglo VII, pero fueron tan fundamentales para la identidad georgiana que todavía hoy se construye, imitándolos.
Posteriormente, la Dinastía Bagrationi, entre los siglos IX y XI impulsó un gran renacimiento artístico, construyendo monasterios y desarrollando la forma basilical hacia la planta de iglesia de cruz alargada con tambor y cúpula apuntada elevada sobre el crucero como en la Catedral de Svetitsjoveli.

## Arquitectura civil

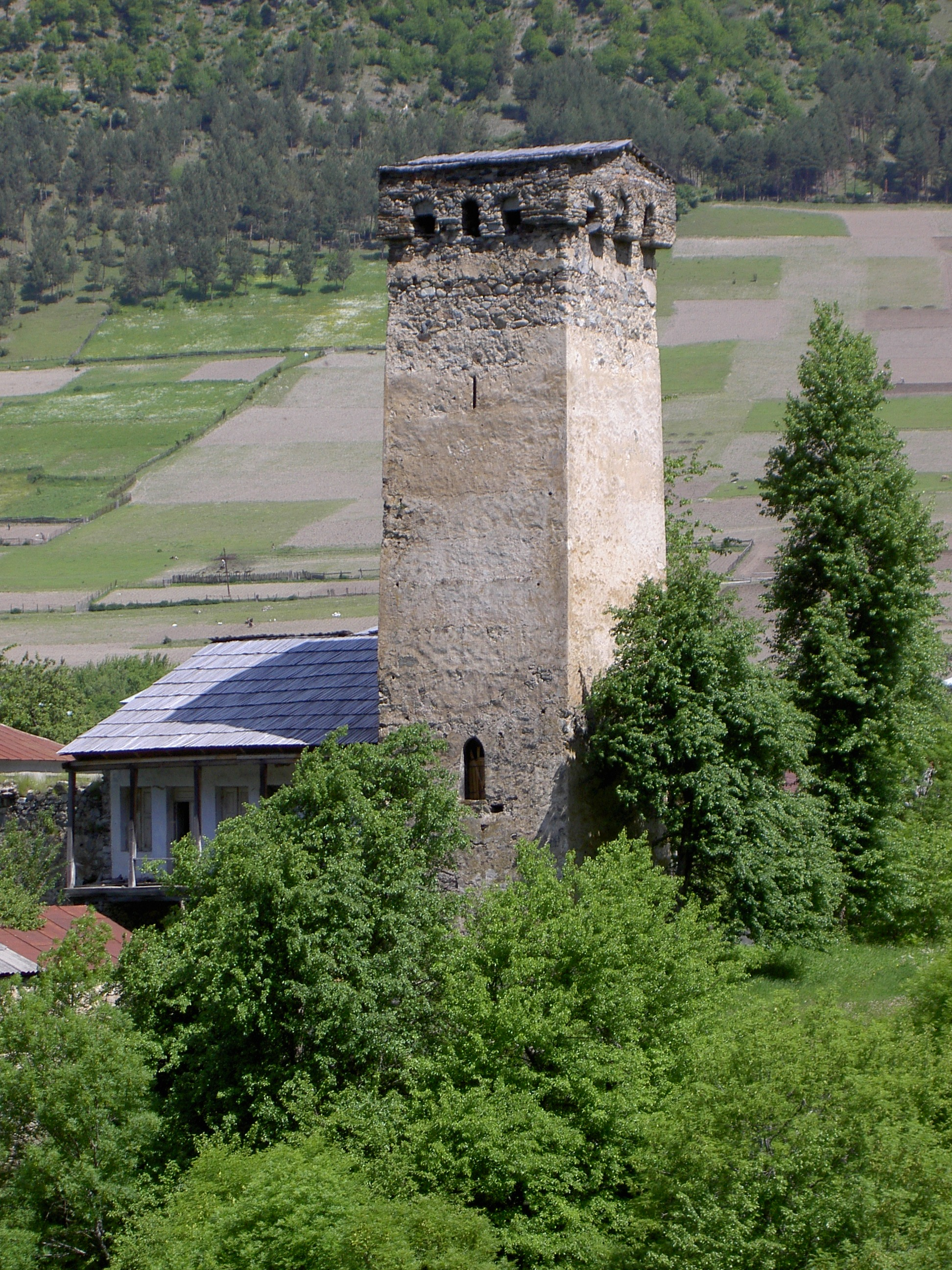
Típica torre (murkvam) de Svanetia.

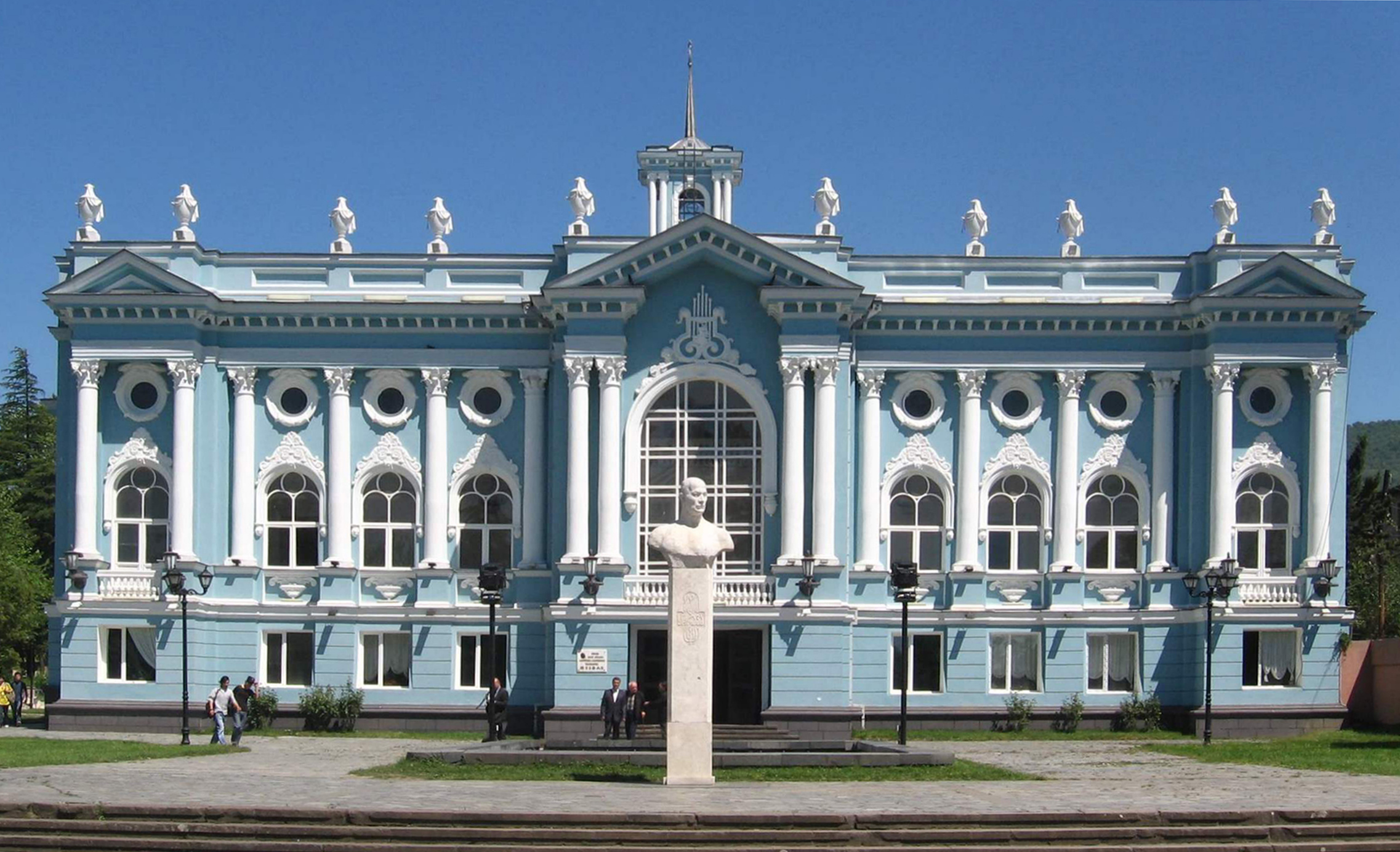
Teatro Akaki Jorava en Senaki, ejemplo de estilo neoclásico con elementos barrocos. Arquitecto, Vajtang Gogoladze.

La arquitectura civil georgiana está influenciada por numerosos estilos arquitectónicos, encontrándose entre ellos, castillos, torres, fortificaciones y edificios civiles. Las fortificaciones de la Alta Svanetia y la ciudad castillo de Shatili en Jevsureti se encuentran entre los mejores ejemplos de castillos medievales georgianos.
Ya durante los siglos XIX y XX, la arquitectura georgiana se vio influida por las corrientes extranjeras pero dándolas un toque característico, como con el neoclasicismo y el art nouveau.
Otros estilos arquitectónicos en Georgia incluyen el estilo Haussmann de la avenida Rustaveli de Tiflis, el distrito Vieja Tiflis y la arquitectura local basada en balcones georgianos de madera pintados.